# Trachylophus rugicollis
Trachylophus rugicollis là một loài bọ cánh cứng trong họ Cerambycidae.